# IC 4729
IC 4729 је спирална галаксија у сазвјежђу Паун која се налази на листи објеката дубоког неба у Индекс каталогу.
Деклинација објекта је - 67° 25' 34" а ректасцензија 18h 39m 56,3s. Привидна величина (магнитуда) објекта IC 4729 износи 12,7 а фотографска магнитуда 13,4. IC 4729 је још познат и под ознакама ESO 103-40, FAIR 333, IRAS 18347-6728, PGC 62218.